# Анастасијевскаја
Анастасијевскаја (рус. Анастасиевская) насељено је место руралног типа (станица) на југозападу европског дела Руске Федерације. Налази се у западном делу Краснодарске покрајине и административно припада њеном Славјанском рејону.
Према подацима националне статистичке службе РФ за 2010, станица је имала 10.569 становника и била је треће по величини насеље у припадајућем рејону, одмах после Славјанска на Кубану и Петровскаје.

## Географија
Станица Анастасијевскаја се налази у западном делу Краснодарске покрајине на територији делте Кубања, на неких 7 километара северно од десне обале реке Кубањ, у јужном делу ниске и простране Кубањско-приазовске степе. Налази се на око 16 км западно од рејонског центра, града Славјанска на Кубану, односно на око 85 км западно од административног центра Покрајине, града Краснодара. Село лежи на надморској висини од свега 3 метра.
Кроз насеље пролази магистрални друм Р-251 који повезује град Краснодар са Темрјуком, и даље преко Керчког моста са Керчом на Криму.

## Историја
Станица Анастасијевскаја основане је 23. децембра 1865. као једна од пет нових пограничних станица тадашње Кубањске области. У периоду настанка у станици је живело свега осам породица. од чега је њих чак седам досељено на то подручје из Вороњешке губерније. Новоосновано насеље названо је у част кнегиње Анастасије Михајловне, унуке императора Николаја I.
Према статистичким подацима из 1868. у станици је живело 829 житеља у 120 домаћинстава.

## Демографија
Према подацима са пописа становништва 2010. у селу је живело 10.569 становника.
| 1970.  | 1979. | 1989.  | 2002.   | 2010.  |
| ------ | ----- | ------ | ------- | ------ |
| 13.324 | 9.528 | 12.190 | 111.061 | 10.569 |